# Кхампай, Вивиана
Вивиана Кхампай (4.11.1925 г., Таиланд — 16.12.1940 г., Сонгхон, провинция Мукдахан, Таиланд) — блаженная Римско-Католической Церкви, мученица.

## Биография
Вивиана Кхампай родилась 4 ноября 1925 года в католической семье Бенедикта Лона и Моники Ди. 28 декабря 1925 года Вивиану Кхампай крестили.
В 1940—1944 годах Таиланд находился в состоянии войны с французским Индокитаем. 25 декабря 1940 года местная полиция арестовала Вивиану Кхампай и обвинила её в шпионаже в пользу Франции. Полицейские требовали от неё отречься от христианства. 26 декабря она вместе с другими шестью арестованными католиками была расстреляна.

## Прославление
22 декабря 1989 года Римский папа Иоанн Павел II причислил Вивиану Кхампай к лику блаженных в составе группы семи таиландских мучеников.
День памяти в Католической Церкви — 16 декабря.